# Sebastiano Di Caro
Sebastiano Di Caro (Siracusa, 10 luglio 1958) è un ex pallanuotista e allenatore di pallanuoto italiano, attualmente allenatore del settore giovanile del Circolo Canottieri Ortigia.

## Palmarès

### Allenatore

#### Competizioni nazionali
Coppa LEN (pallanuoto femminile): 2
2004 (femminile)
2005 (femminile)